# Pellet Ödön
Pellet Ödön (Bodajk, 1833. március 21. – Székesfehérvár, 1896. március 7.) teológiai doktor, székesfehérvári apát-kanonok, egyházi író.

## Élete
Pellet Antal, Battyhányi Imre gróf uradalmi felügyelője és Pfundstein Karolina fia. A gimnázium hat osztályát Székesfehérvárt végezte. Tanárai közül fő befolyással volt reá Szvorényi József. Bölcseleti tanulmányait 1849-től Győrött hallgatta. 1852-ben a székesfehérvári papnevelőbe lépett és a bécsi egyetemre küldték. 1855. augusztus 5-én pappá szenteltetett és Szigetújfaluban lett segédlelkész, ahol mintegy három évet töltött és a hittudományi tanulmányokon kívül, különösen a német irodalom klasszikus termékeinek bővebb tanulmányozásával foglalkozott. 1858-ban ismét Bécsben a felsőbb papnevelő-intézetben tanult és 1860. június 28-án teológiai doktorrá avatták. Ekkor egyházmegyéjébe visszatért, ahol szülőföldére küldték segédlelkésznek, de innét csakhamar bölcselettanárrá nevezték ki a székesfehérvári papnevelőbe; 1862-ben császári és királyi udvari káplán, 1866-ban az egyházi jog és történelem tanára és egyházi bíráló lett. 1869. május 31-én Székesfehérvár belvárosi plébánossá választották meg és ugyanazon nap a püspök a székesegyházi kerület esperesévé rendelte. A pesti magyar királyi egyetem fölvette teológiai doktorai sorába. 1876. július 18-án székesfehérvári kanonok és később apát lett.
Költeményeket és cikkeket írt a Családi Lapokba, a bécsi Wandererbe (az iskolákba a magyar nyelv behozatalát sürgető cikkek), a Katholikus Néplapba (1865-1867. Becket Tamás, Pauer János kanonok, Jekelfalusy Vincze püspök), a Religióba (1865. A titkos házasságok, 1867. Az érvénytelen házasságok újból való megkötése, A házasságban való beleegyezés megújítása, A felmentvények végrehajtása); a Katholikus Lelkipásztorba (1866-tól 30-nál több egyházi beszéde); több ismertetést és bírálatot közölt az egyházi lapokban.

## Munkái
- Szent beszéd, melyet Darázsy István első sz. miséje alkalmával júl. 27. a székesfehérvári főtemplomban elmondott. Székesfehérvár, 1863.
- Homilia Ő felsége nevenapján. Uo. 1863.
- Szent beszéd, mely 1863. évi sz. József napján tartatott. Uo. 1863.
- Hit- és erkölcstani kath. nagybőjti beszédek a tékozló fiúról. Uo. 1864.
- Homilia három király napjára. Uo. 1865.
- Homilia. Pünkösd után XIX. vasárnapra. Uo. 1865.
- Kézikönyv a megyei zsinatokra. Uo. 1865.
- Homilia három király napjára. Uo. 1865.
- Népszerű egyházi beszéd, mely 1866. évi újév napján a fehérvári székesegyházban tartatott. Uo. 1866.
- Népszerű homilia Karácson ünnepére. Uo. 1868.
- Lelkipásztori szózat híveimhez. Uo. 1870.
- Egyházi beszéd, melyet szent István első apostoli királyunk ünnepén Bécsben 1870. aug. 21. tartott. Bécs, 1870.
- Az Isten és vallásnélküli emberek-, családok- és államokról ... Szent István napján Budán 1871-ben. Székesfehérvár, 1871. (Németül. Uo. 1871.).
- Egyházi beszéd, Meszlényi Károly első szt. miséje alkalmával a velenczei (Fehérmegye) községben. Uo. 1871.
- Egyházi beszéd Radnich Imre székesfehérvári apát-kanonok ... aranymiséje alkalmával. Uo. 1872.
- Két évi folyam Mária-beszédek. Buda, 1873.
- Egyházi beszéd szent István napjára 1873-ban Bécsben. Uo. 1873.
- Primicia beszédek. Székesfehérvár, 1876.
- A kereszténység a civilizatió édes anyja. Szent Istvánnapi szent beszéd. Uo. 1877.
- A keresztény vallás csodás hatásáról. Egyházi beszéd, melyet Nagyasszony ünnepén 1882. évben a székesfehérvári székesegyházban mondott. Uo. 1882.
- Magdolna Jézus lábainál. Egyházi beszéd Nagyasszony ünnepén. Uo. 1883.
- Megnyitó beszéd, melyet a székesfehérvári egyházmegyei r. k. tanító-egyesület alakuló nagy közgyűlésén 1883. jún. 20. tartott. Uo.
- Mária mennyei dicsősége arányban áll a földön nyert kegyelmekkel. Egyházi beszéd, melyet 1884. év Nagyasszony ünnepén a székesfehérvári székesegyházban mondott. Uo. 1884.
- A keresztény nő fensége hivatásáról. Egyházi beszéd, melyet 1885. év Nagyasszony ünnepén a székesfehérvári székesegyházban tartott. Uo.